# توم كان
توم كان (بالإنجليزية: Tom Kane)‏ هو لاعب كرة قاعدة أمريكي، ولد في 15 ديسمبر 1906 في شيكاغو في الولايات المتحدة، وتوفي بنفس المكان في 26 نوفمبر 1973.

## وصلات خارجية
- توم كان على موقعبيزبول رفرنس.كوم (الدوري الرئيسي) (الإنجليزية)